# ヨアヒム・アルブレヒト・エッゲリンク
ヨアヒム・アルブレヒト・レオ・エッゲリンク（Joachim Albrecht Leo Eggeling、1884年11月30日- 1945年4月15日）は、ドイツの政治家。また国家社会主義ドイツ労働者党のハレ＝メルゼブルク大管区指導者。最終階級は親衛隊大将。

## 略歴

### 生い立ち
1884年11月30日にブラウンシュヴァイク公国のブランケンベルクにて農民の息子の息子として出生。1898年に士官候補生学校に入校し、1904年3月からプロイセン王国軍の中尉となった。第一次世界大戦中には大尉に昇進している。1919年10月に軍からへの退役後にハレの農業大学で学び、1920年からは農家及び不動産検査官として採用された。1922年11月には、アンハルト州のフローセにおける農村管理を行った。1923年から1926年まで鉄兜団に所属した。

### ナチ党員として
1923年9月に国家社会主義ドイツ労働者党に入党。1925年7月20日に再入党（党員番号11,579）し、1930年にはアンハルト＝ザクセン県北大管区 における農業政策顧問となる。
1933年5月13日アンハルト州議員となる。6月にはザクセン州とアンハルト州の地方農業指導者に任命され、同時にマクデブルク＝アンハルト大管区の農政部長となる。1933年にマクデブルク＝アンハルト大管区の大管区指導者代理に任命されている。またドイツ全国農業審議会の一員となる。11月12日の国会選挙に選挙区10区（マグデブルク）からナチ党候補として出馬して当選している。1935年10月23日にマクデブルク＝アンハルト大管区指導者であるヴィルヘルム・フリードリヒ・レーパーが死亡すると、エッゲリンクは1937年4月20日までマクデブルク＝アンハルト大管区指導者の職務代行を務めた。
1936年6月23日に親衛隊に入隊し（隊員番号186,515）、親衛隊少将の階級を与えられている。

### 大管区指導者
1937年4月20日にマクデブルク＝アンハルト大管区指導者はルドルフ・ヨルダンが任命され、エッゲリンクはヨルダンの後任としてハレ＝メルゼブルク大管区指導者に任命された。同時にプロイセン州議員になり、親衛隊中将にも昇進している。
1939年9月22日より第IV軍管区（ハレ＝メルゼブルク）の国防管理官に任命され、第IV軍管区の国防委員会及び国家防衛協議会の一員となる。1940年11月15日に大管区住宅委員、1942年4月6日には大管区労働配置管理官に任命される。また1941年4月に全国食糧及び農業協議委員会の委員となる。1942年11月16日にハレ＝メルゼブルク大管区管轄の国防管理官と任命された。1943年6月21日に親衛隊大将に昇進。
1944年8月18日にはハレ＝メルゼブルク県知事に任命され、9月25日にハレ＝メルゼブルク大管区の国民突撃隊指導者となる。11月30日にアドルフ・ヒトラーからの60歳の誕生祝いとして10万ライヒスマルクの下賜金を受け取っている。

### 最期
1945年4月15日にハレのモーリッツブルクで自殺した。

## キャリア

### 階級
出典
- 1904年3月10日、少尉
- 1913年、中尉
- 1915年1月27日、大尉
- 1936年6月23日、親衛隊二等兵
- 1936年6月23日、親衛隊少将
- 1937年4月20日、親衛隊中将
- 1943年6月21日、親衛隊大将

### 受章
出典
- 鉄十字勲章
  - 1914年版二級鉄十字章
  - 1914年版一級鉄十字章
- 戦功十字章
  - 二級十字章
  - 一級十字章(1941年9月1日受章)
- 1918年版戦傷章
  - 黒章（1918年受章）
- 1938年3月13日記念メダル（1939年2月17日）
- 1938年10月1日記念メダル
- 名誉十字章
  - 前線戦士章（1934年）
- フリードリヒ・アウグスト十字章
  - 二級
  - 一級
- 装飾付戦功十字章（ドイツ語版）
- 黄金ナチ党員バッジ
- 金枠ヒトラー・ユーゲント名誉章 (Goldenes HJ Ehrenzeichen)
- 大管区名誉徽章
  - アンハルト大管区名誉章
- 勤続章（ドイツ語版）
  - ナチ党勤続章
    - 銅章（1940年4月20日）
    - 銀章（1940年4月20日）
    - 金章（1942年1月30日）
- 親衛隊名誉リング（1937年）
- 親衛隊全国指導者名誉長剣（1937年12月1日）
- 親衛隊私服ピン（ドイツ語版）（133,932番）
- 親衛隊冬至祭燭台（ドイツ語版）（1936年12月）
- 古参闘士名誉章（1936年）